# Julià Fernández Ferrer
Julià Fernández Ferrer   (Barcelona, 25 de maig de 1922 - 18 de març de 2020) va ser doctor en fisica que va ser rector de la Universitat Politècnica de Barcelona entre el 12 de juliol de 1976 i el 30 de juliol de 1977, l'actual Universitat Politècnica de Catalunya. Com a rector, va substituir Gabriel Ferraté, ja que aquest havia estat nomenat director general d'universitats. El 1978 va ser substituit, altra vegada, per Gabriel Ferraté després que aquest va guanyar les eleccions a rector.
El seu mandat va coincidir amb la transformació de la UPB, consistent en una nova organització de departaments, així com la posada en marxa dels instituts universitaris de recerca.